# Rasoir
Ne doit pas être confondu avec Rasoir (philosophie).

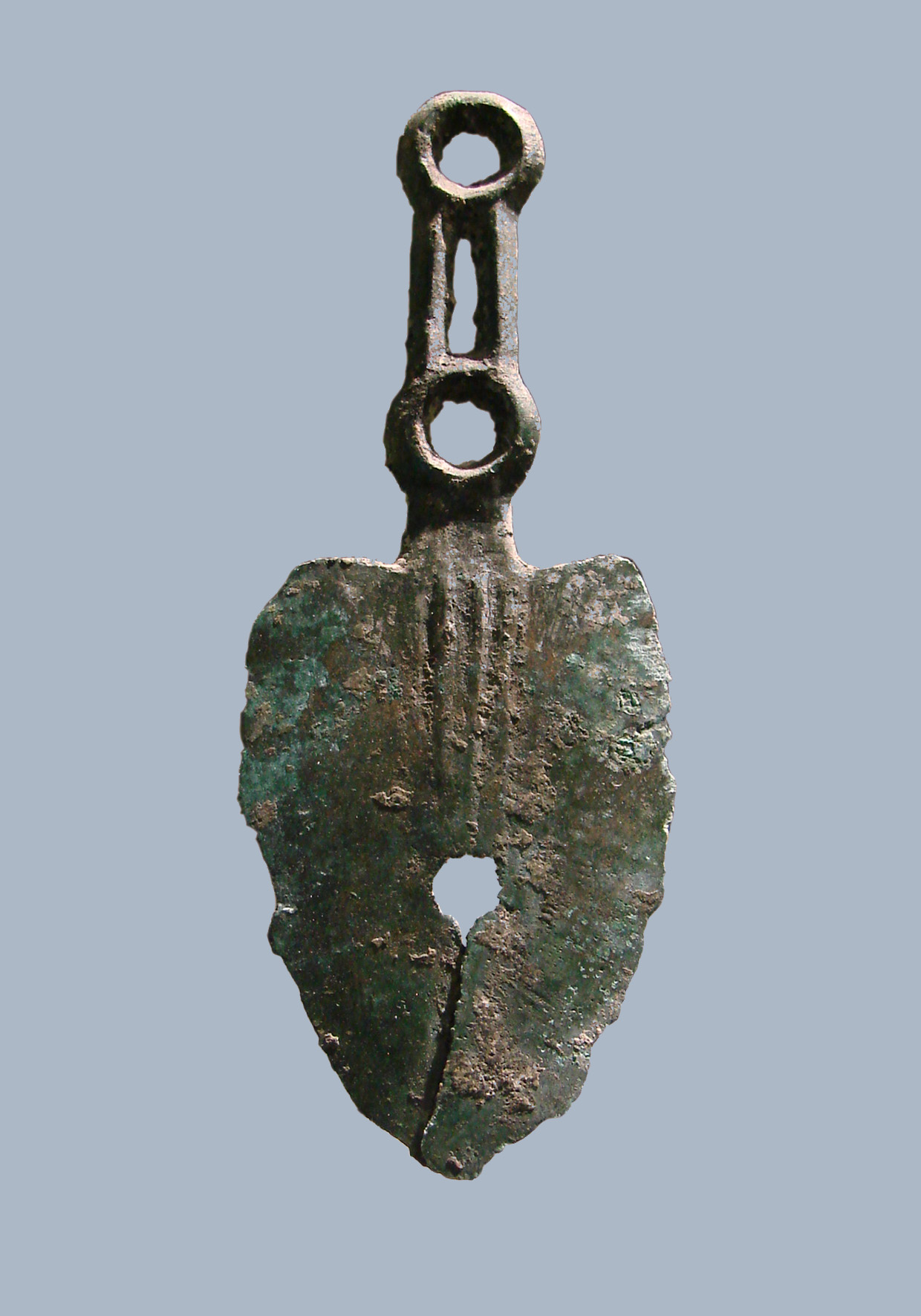
Rasoir en bronze du 1er âge du fer (civilisation de Hallstatt), trouvé à Acy-Romance. Musée de l'Ardenne, Charleville-Mézières (Ardennes).

Un rasoir est un appareil destiné à couper les poils (barbe, cheveux, pubis, jambes, aisselles), tant chez les hommes que chez les femmes, ou encore chez les animaux.
On appelle « rasoirs humides » les rasoirs nécessitant l'usage d'un lubrifiant (huile d'amande douce, savon à barbe, mousse à raser, gel de rasage) comme le rasoir droit ou le rasoir de sécurité. Par opposition, le « rasoir sec », comme le rasoir électrique, s'utilise à même la peau.

## Historique
Il semble que le rasage soit une pratique millénaire : les rasoirs étaient confectionnés en silex, en bronze et même en or bien avant les rasoirs en fer.
Les barbiers romains, les tonsor, se servaient d'un novacula, instrument en bronze à lame courbe. Le premier rasoir en fer connu a été trouvé au Danemark et est daté du IIIe siècle.

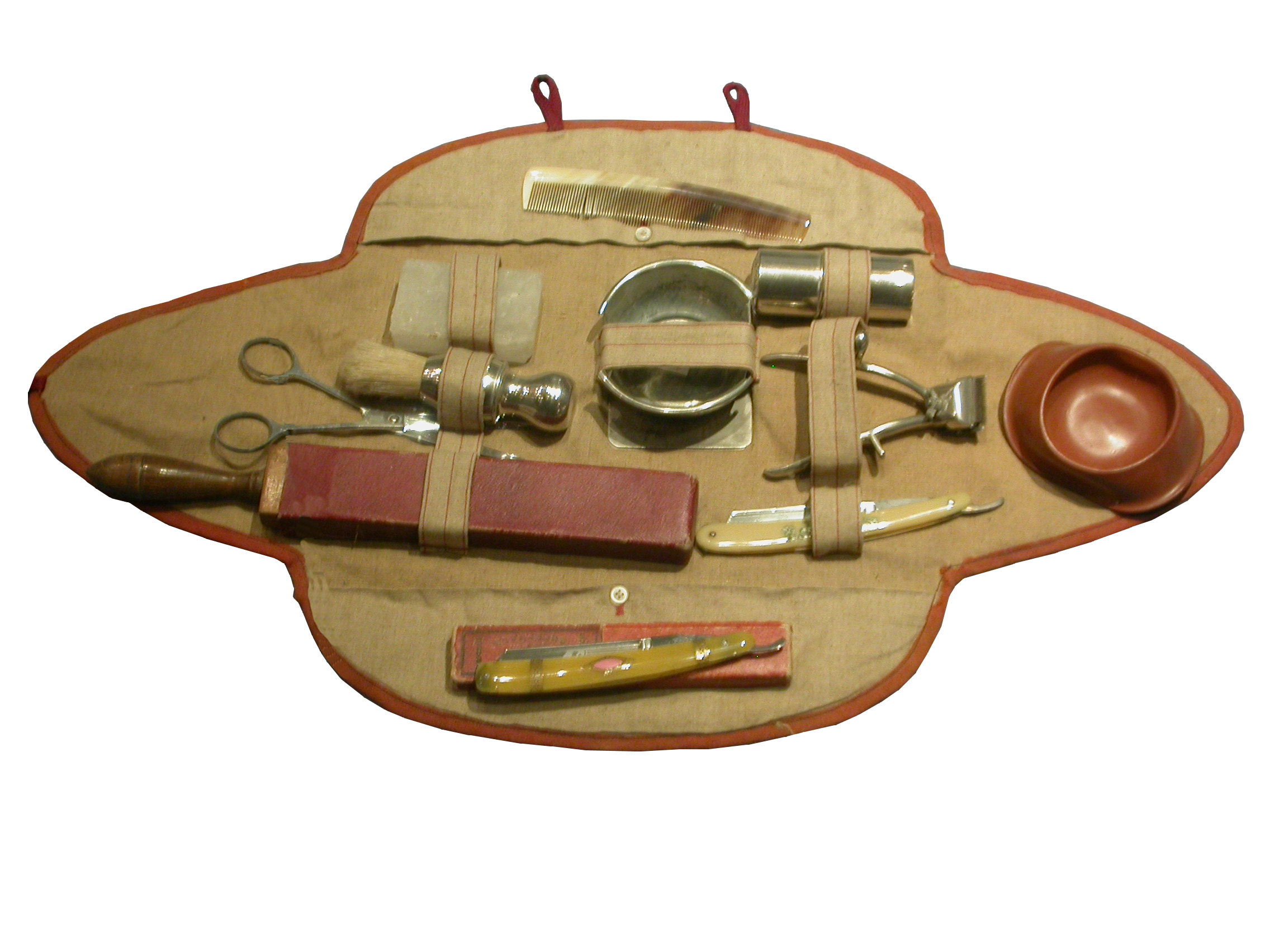
Nécessaire de toilette de la Première Guerre mondiale.

Le « coupe-choux », qui apparaît au XVIe siècle, est constitué d'une lame se glissant dans le manche après l'usage. Le rasoir à lame d'acier fait son apparition au Royaume-Uni en 1680.
En 1880, Auguste Bain dépose en France le brevet du « rasoir mécanique » qui remplace alors le « coupe-chou »,.
En 1898 Wilkinson Sword présente son premier rasoir de sécurité nommé "Pall Mall".
Le rasoir à lames jetables est breveté en 1904 par l'Américain King Camp Gillette qui travaillait à l'idée depuis 1895. Les rasoirs de la compagnie Gillette Safety Razor sont utilisés par l'armée américaine lors de la Première Guerre mondiale pour couper la barbe qui nuit au port du masque à gaz.
Le premier rasoir électrique date de 1928, inventé par Jacob Schick. Il sera imité par le Hollandais Philips qui propose un modèle avec des lames rotatives.

Rasoir en bronze avec étui à tige en papyrus, entre 1425 et 1353 av. J.-C., Nouvel Empire. Museo Egizio, Turin.

## Types de rasoirs
La « pogonotomie » est l'activité qui consiste à se tailler ou se raser la barbe. Le terme a été inventé par Jean-Jacques Perret, maître et marchand coutelier du XVIIIe siècle, dans le traité intitulé La pogonotomie, ou l'art d'apprendre à se raser soi-même (Paris, 1769). Il y présente déjà l'idée d'un rasoir de sécurité. Le terme « pogonotomie » vient du grec « pogos » (« barbe »), et « temno » (« couper »).

### Le rasoir droit

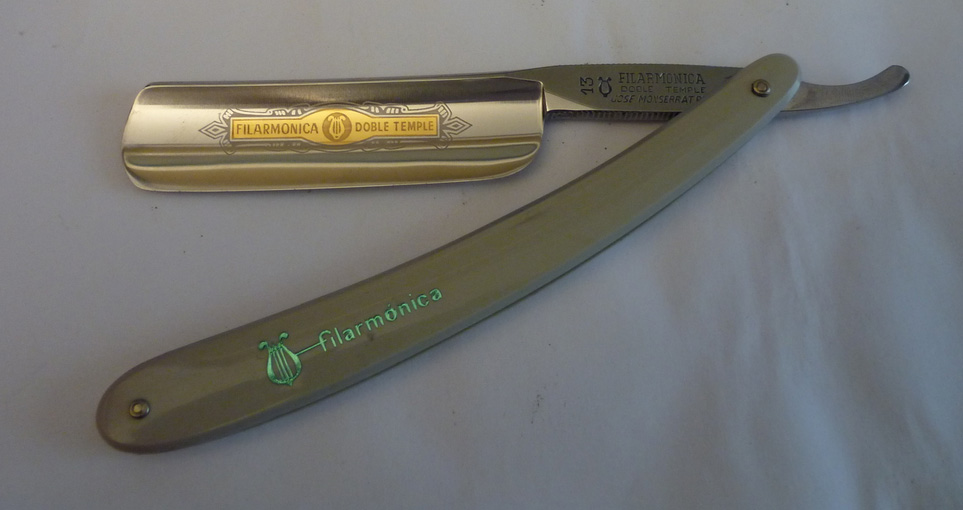
Le "coupe-choux".

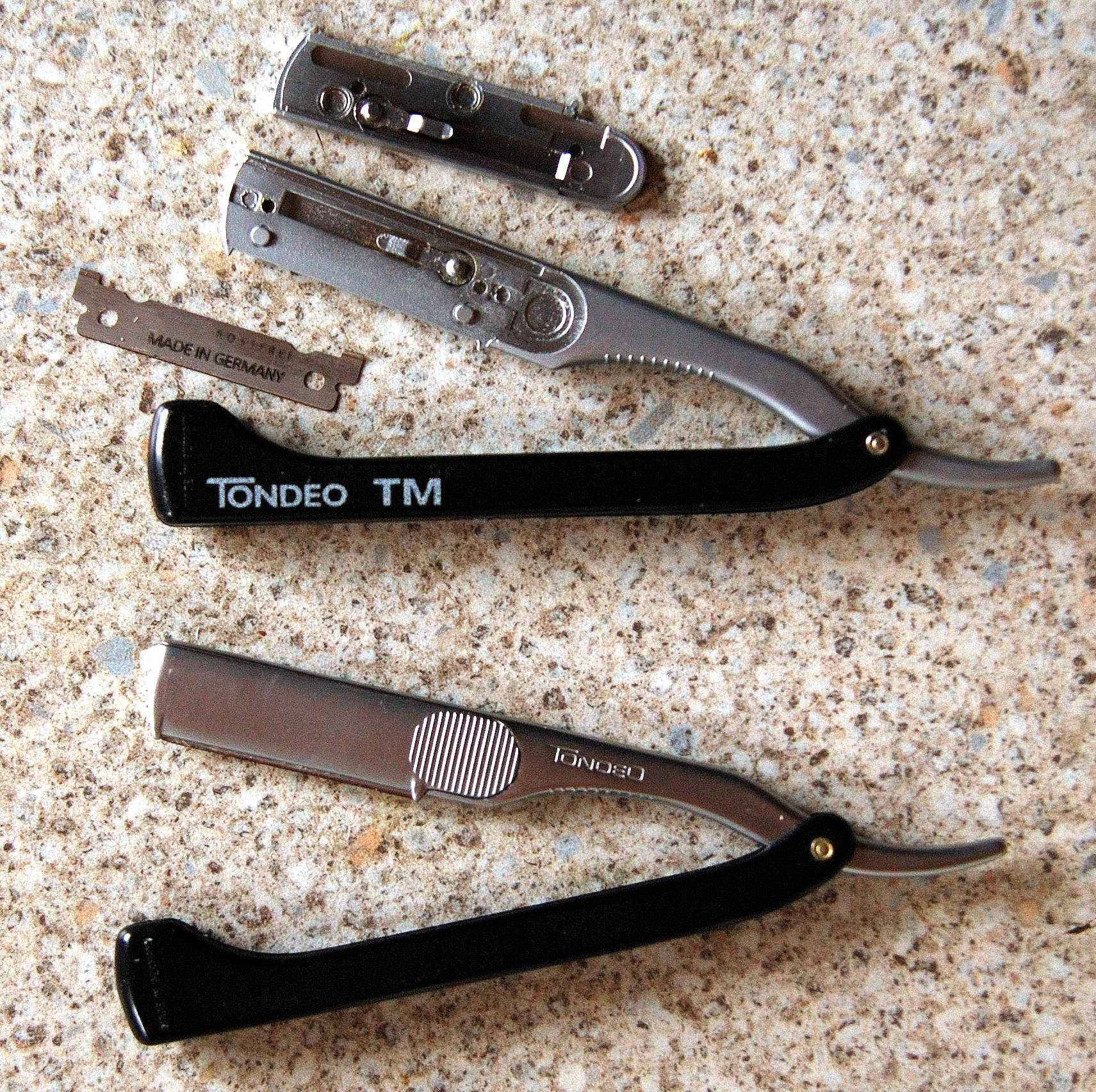
Rasoir droit à lame interchangeable.

Le rasoir droit ou « coupe-choux » ou « sabre » est constitué d'une grande lame s'escamotant dans la chasse (manche) lorsqu'on ne l'utilise pas. Il est toujours employé par les coiffeurs et les barbiers (avec des lames interchangeables par mesure d'hygiène) ainsi que par des amateurs passionnés.
Deux inconvénients majeurs font qu'aujourd'hui il est généralement délaissé au profit du rasoir de sécurité :
- le temps de rasage (environ 30 à 45 minutes pour un débutant, 10 minutes pour un pratiquant très entraîné) ;
- le risque de coupure par la lame ouverte.

Cependant, il reste employé par des amateurs passionnés pour la qualité du rasage obtenu, pour le plaisir d'utiliser un beau rasoir ou de faire revivre un objet ancien, par tradition, ou encore pour des raisons écologiques ou économiques : la production de déchets et l'achat de consommables sont marginaux par rapport aux autres types de rasoirs.

### Le rasoir de sûreté

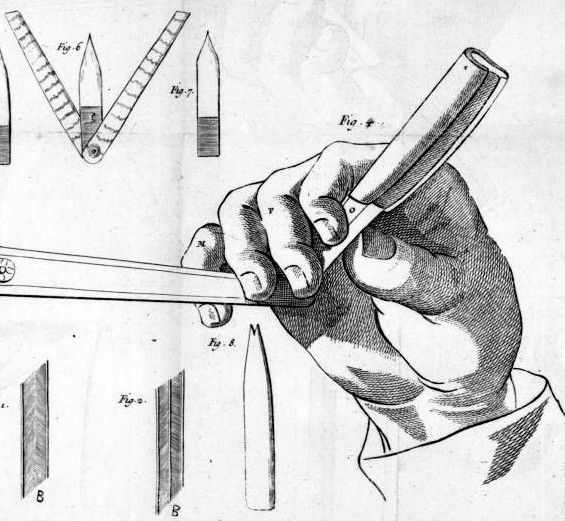
Le rasoir à rabot de Jean-Jacques Perret.

Le rasoir de sûreté ou rasoir de sécurité est, par opposition au rasoir droit, un rasoir dans lequel seule une portion de la lame est à nu, portion suffisante pour se raser mais insuffisante pour se blesser sérieusement. 
À cet égard, l'inventeur ou le précurseur du rasoir de sûreté est un coutelier français, Jean Jacques Perret, qui a inventé ce qu'il appelait un rasoir à rabot en 1762 et l'a décrit en 1770 dans son ouvrage La pogonotomie, ou L'art d'apprendre à se raser soi-meme. 

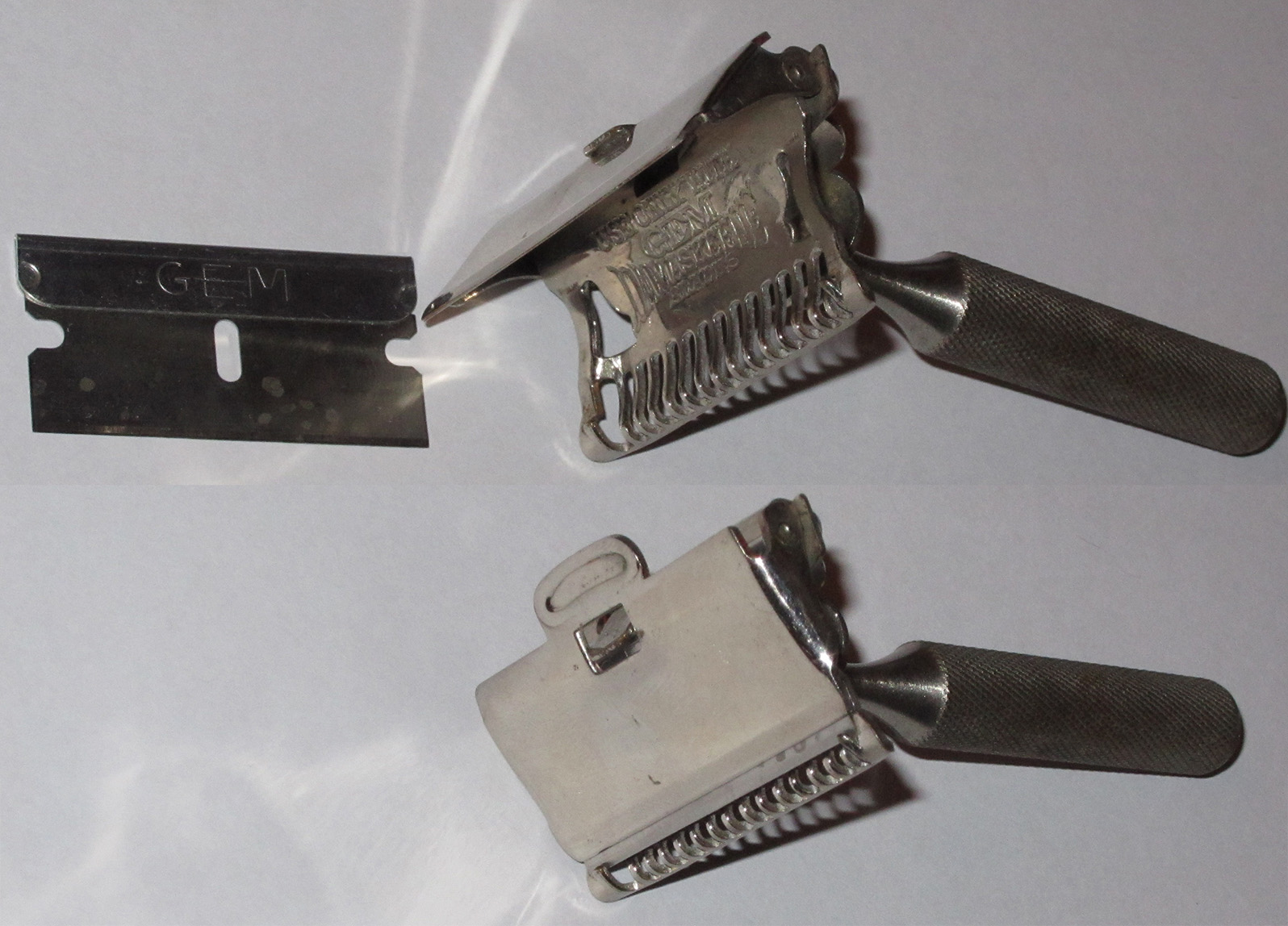
Un rasoir GEM, ouvert et fermé, avec sa lame.

Beaucoup d'inventeurs tentèrent de créer un rasoir sûr et efficace : plus de cent brevets furent déposés dans la seconde moitié du XIXe siècle, mais le premier véritable rasoir de sûreté fut créé par les frères Kampfe en 1880, et son succès inspira les inventeurs: il s'agissait du rasoir "GEM" qui utilisait des lames à un seul tranchant. Son brevet fut déposé le 15 juin 1880. 

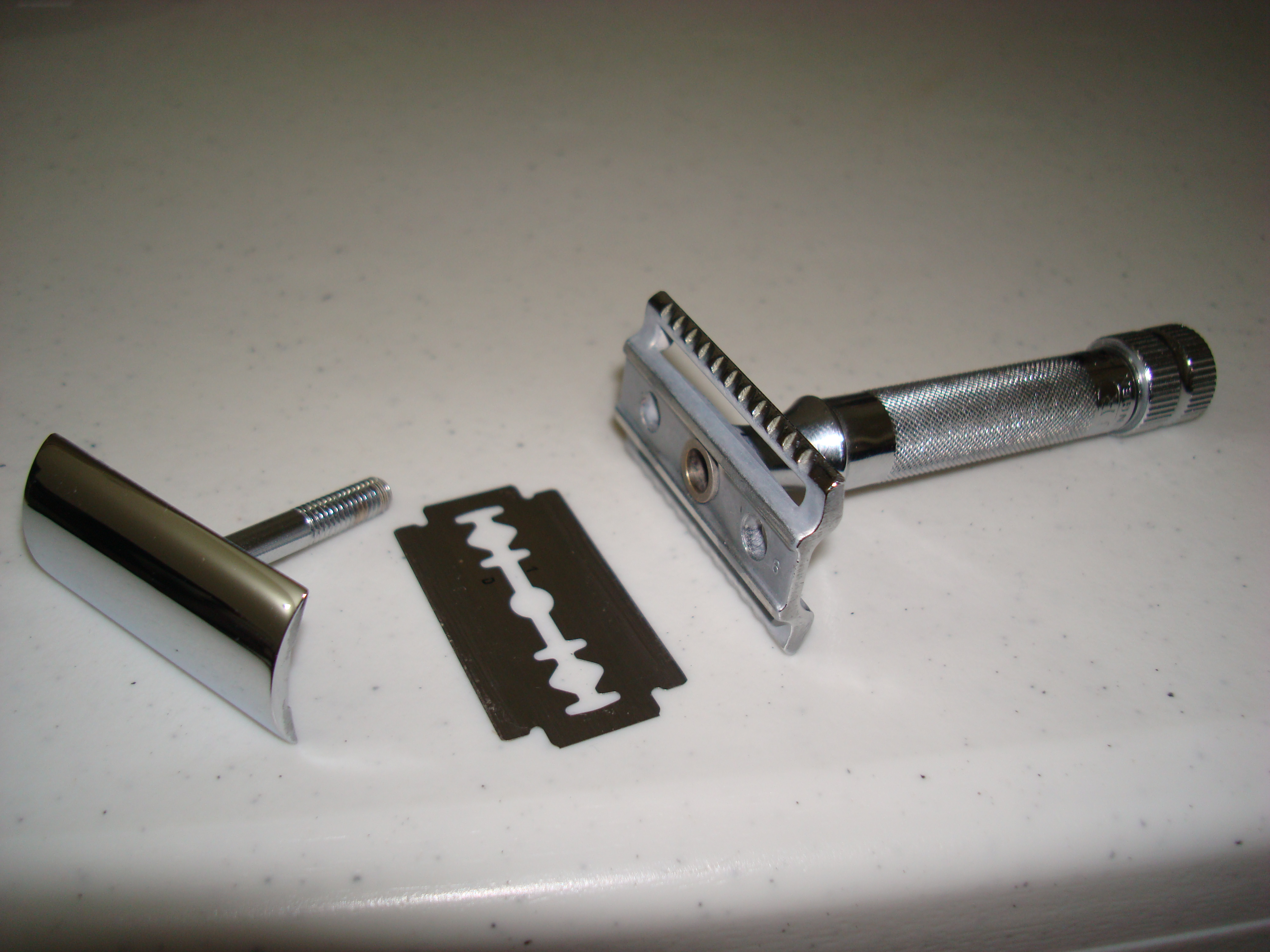
Un rasoir de sûreté à lame interchangeable à double tranchant, montré ici ouvert.

En 1895, King Camp Gillette a l'idée d'un rasoir de sûreté à lame interchangeable à double tranchant. Mais il faut attendre 1901 pour que les aciéries maîtrisent le processus de fabrication de ces lames rectangulaires à deux tranchants (dites "DE" pour double edge) et très fines. L'invention de Gillette est brevetée en 1904. Les lames sont insérées dans la tête du rasoir et ne dépassent que d'un millimètre ; on évite ainsi les coupures graves. De plus, la lame peut être remplacée, une véritable révolution technique qui évite l'affûtage, nécessaire sur un rasoir droit avant chaque rasage. C'est aussi un changement économique important : désormais, l'utilisateur n'a plus un rasoir à vie mais rachète régulièrement des lames, ce qui est l'objectif original de Gillette.

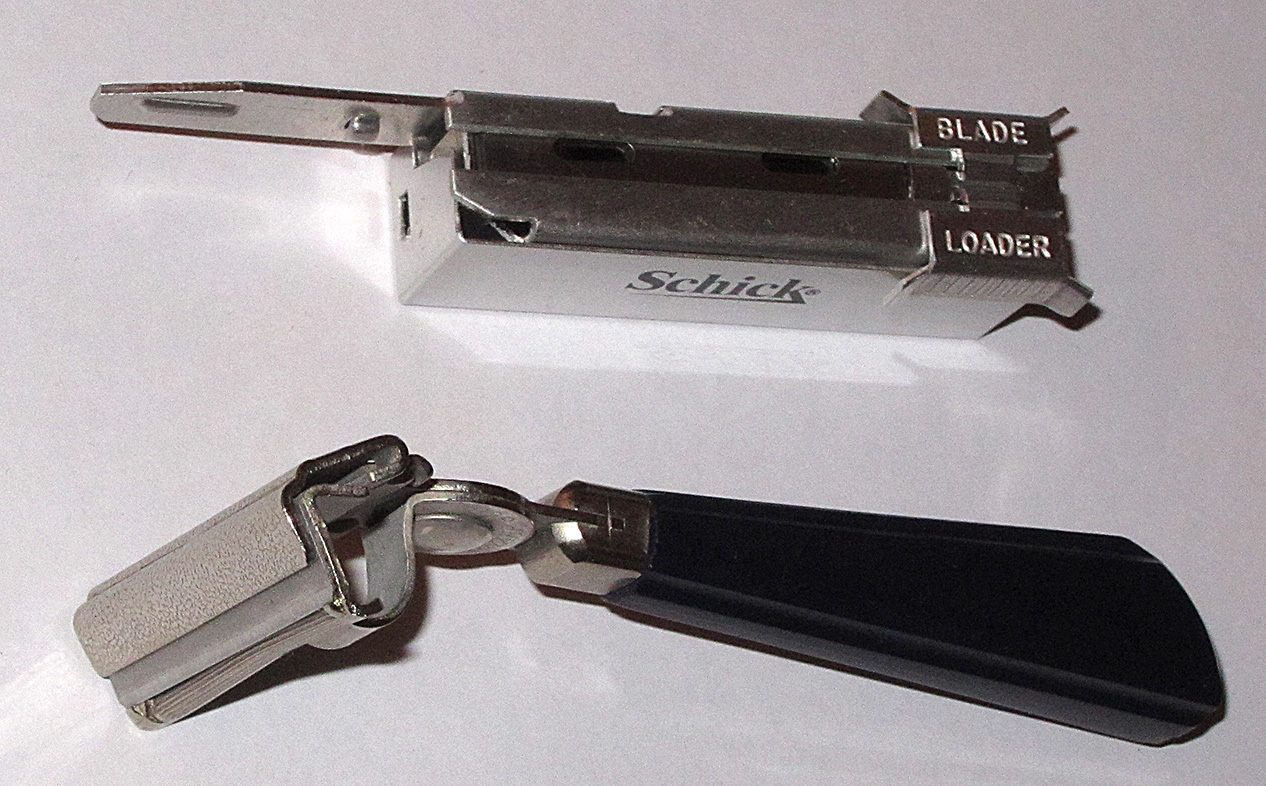
Un rasoir Schick et son injecteur de lames.

En 1926, le colonel Jacob Schick crée la Magazine Repeating Razor Company et lance une nouvelle forme de rasoir de sûreté utilisant des lames étroites à simple tranchant (dites "SE" pour single edge). S'inspirant du mécanisme de répétition des carabines, les lames à simple tranchant sont remplacées, lorsqu'elle sont usées, par injection au moyen d'un injecteur qui contient de dix à vingt lames. Schick revend sa société en 1928 pour lancer un rasoir électrique, mais les rasoirs Schick avec injecteur seront produits jusqu'au début du XXIe siècle. La marque produira aussi des rasoirs utilisant des lames DE  (pour double edge, deux tranchants), ainsi que des multilames, et est aujourd'hui le principal concurrent de Gillette .
Au milieu des années 1960, la production de lames sous forme de fin rubans d'acier devient possible. Cette technologie donne tout d'abord naissance à des rasoirs utilisant un chargeur contenant une lame ruban qu'on déroule au fur et à mesure du rythme auquel on veut renouveler la lame (Gillette Techmatic en 1965 et Schick "Auto-Band" ensuite). 
Mais c'est en 1971 que ces très fines lames sont utilisées par Gillette pour créer un nouveau concept: le rasoir n'est plus qu'un manche qui porte une cartouche en plastique intégrant les très fines lames, en l'occurrence deux lames jumelées (Gillette Trac II ou GII). En 1974, les coûts de fabrication ont suffisamment baissé pour que l'entreprise puisse proposer un ensemble rasoir-lame « jetable ». En 1975 apparaît le premier rasoir à tête pivotante.
En 1975, BiC propose son rasoir jetable à une seule lame, en partant du principe qu'une lame unique est suffisante.
Depuis, les cartouches de lames se sont compliquées, intégrant des éléments censés redresser les poils avant la coupe ou apposer un film protecteur après la coupe, les lames ont été posées sur ressort et leur nombre s'est multiplié : en 2007, certains rasoirs peuvent recevoir jusqu'à cinq lames jumelées sur l'avant, et une lame sur l'arrière.

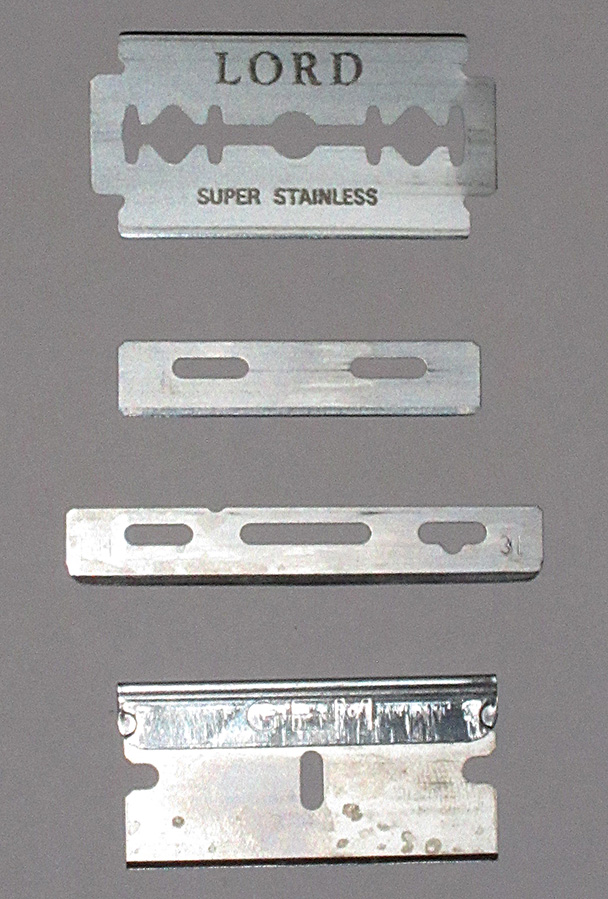
Des lames pour rasoir de sûreté, de haut en bas: une lame de type Gillette à double tranchant, une lame de type Schick, une lame pour rasoir droit (shavette) et une lame GEM.

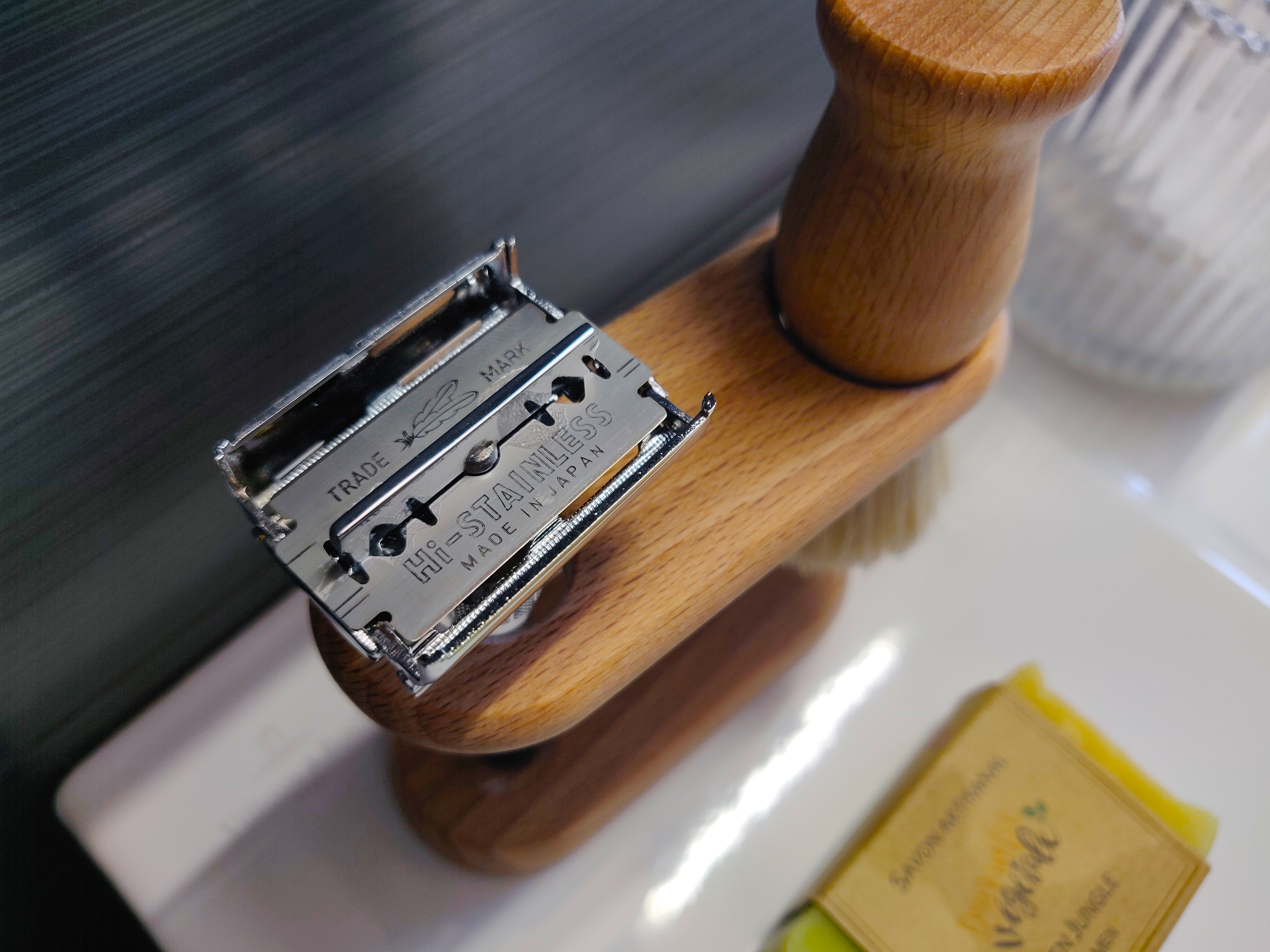
Rasoir contemporain à double tranchant ouvert avec la lame positionnée avant fermeture.

Malgré cette évolution vers le rasoir jetable et le rasoir multi-lames, le vocable « rasoir de sûreté » demeure principalement employé pour désigner les rasoirs à lame interchangeable à double tranchant tels que Gillette les a popularisés à partir des années 1900. Les rasoirs dits DE (à lame interchangeable à double tranchant) sont en effet encore fabriqués et vendus par différentes marques, que ce soit des copies pure et simple de modèles Gillette ou des modèles plus récemment développés par différentes marques (Merkur, Mühle, Parker, Gentleman Barbier, etc.).. 

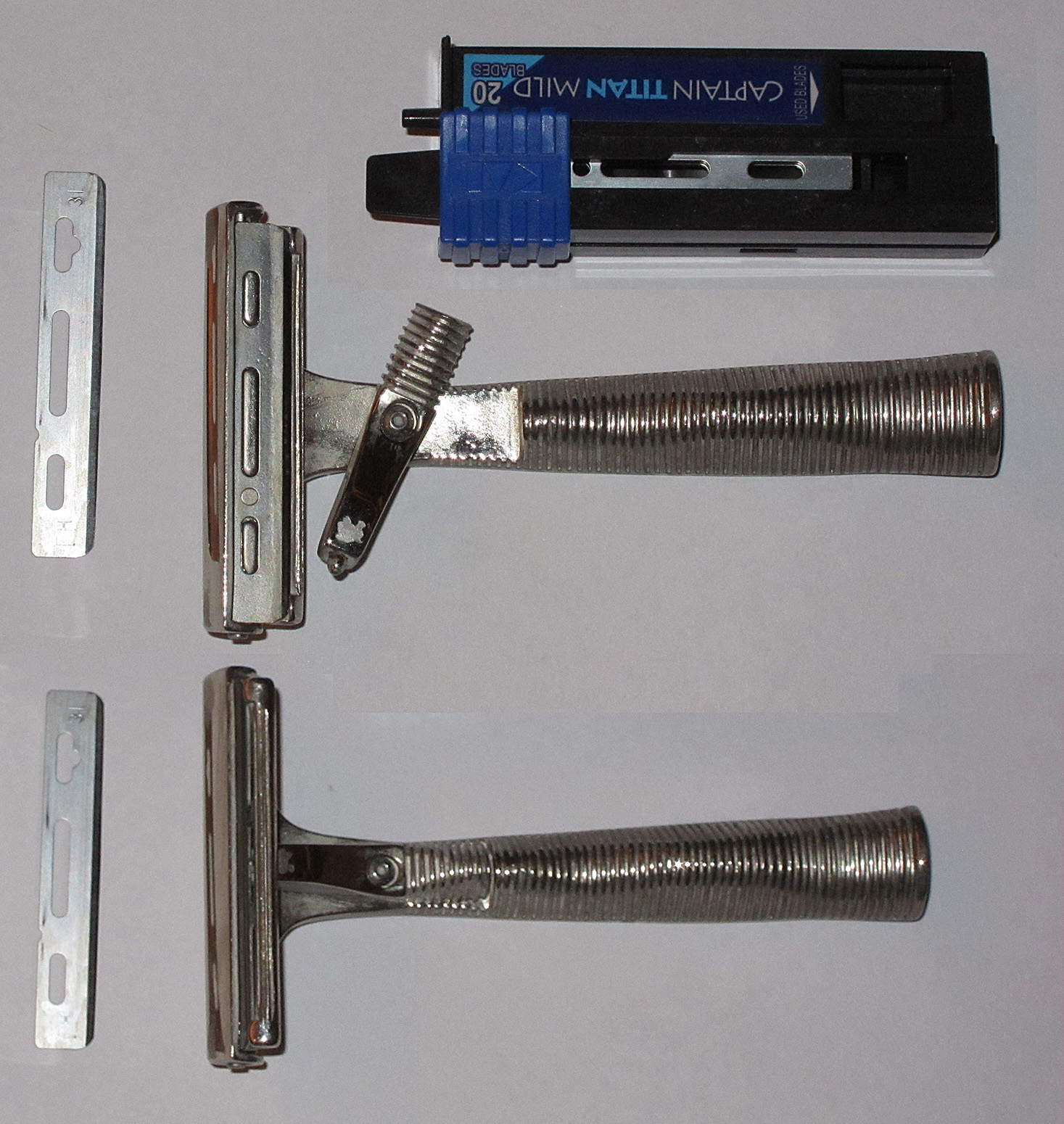
Un rasoir de type SE utilisant des lames pour rasoir droit à lames interchangeables.

Ces rasoirs sont largement utilisés dans les pays émergents où le prix des têtes multi-lames met celles-ci hors de portée de la plupart des clients. Ils sont utilisés avec des lames très peu chères dont le brevet a expiré depuis les années 1930 et qui sont proposées par de nombreux fabricants. 
Ces rasoirs sont aussi en faveur auprès d'un public qui s'est détourné du rasoir multi-lames pour des raisons de prix, de qualité de rasage ou de plaisir à se raser et sont souvent associés à l'usage d'un blaireau et de savon ou crème à raser. 
Outre les rasoirs de type "DE" encore très largement utilisés, il y a toujours des utilisateurs de rasoirs Schicks ou GEM à lames "SE" et il existe également des rasoirs plus récemment développés pour utiliser par exemple les lames interchangeables pour rasoir droit.
Les lames type DE ou SE, outre leur faible coût, ont pour avantage d'être aisément recyclables car elles sont entièrement métalliques, ce qui n'est pas le cas des têtes multi-lames qui sont un assemblage de plastique, de métal, et très souvent, d'un cosmétique. Elles sont également bien moins encombrantes.

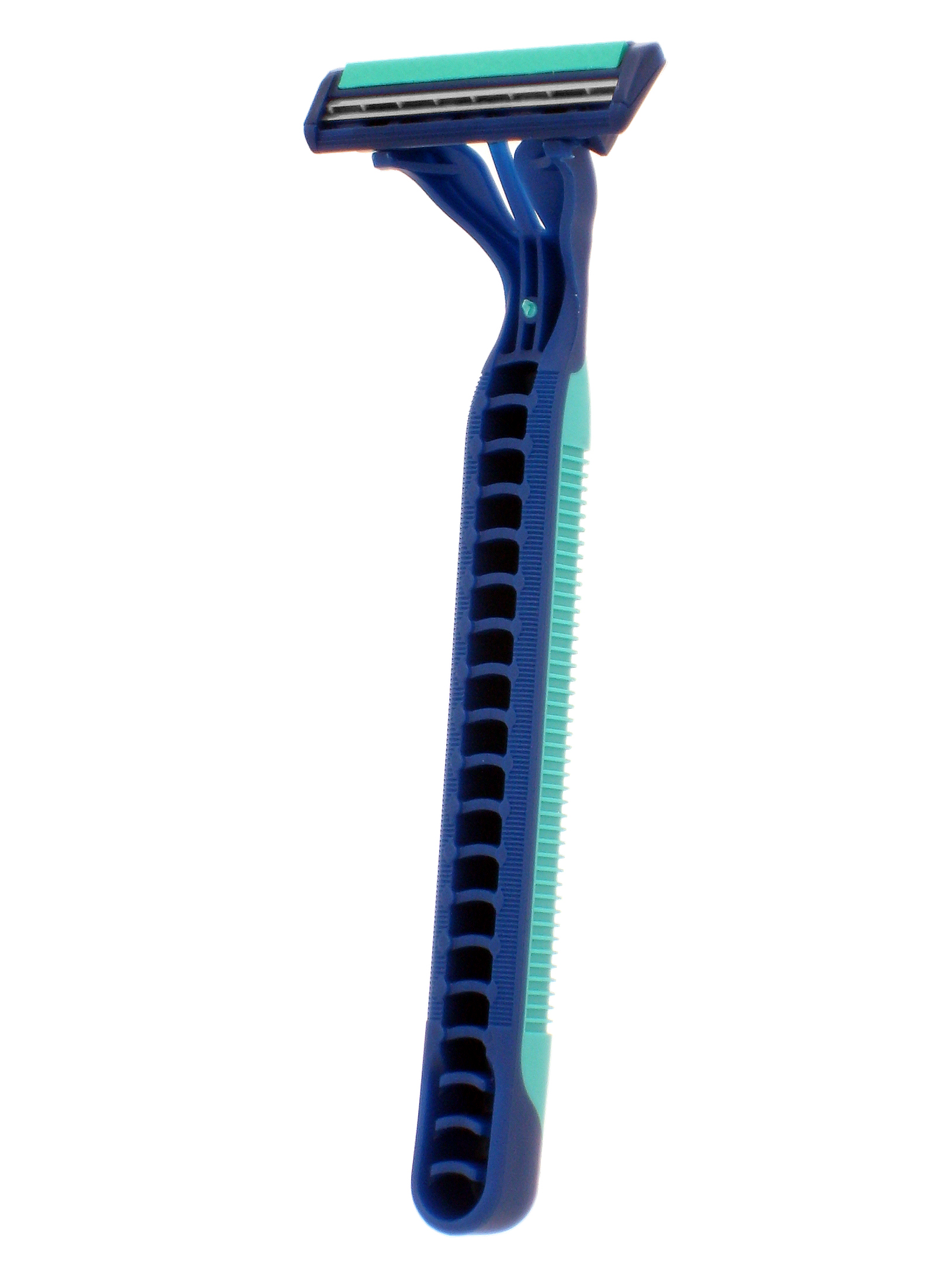
Un rasoir jetable à deux lames.
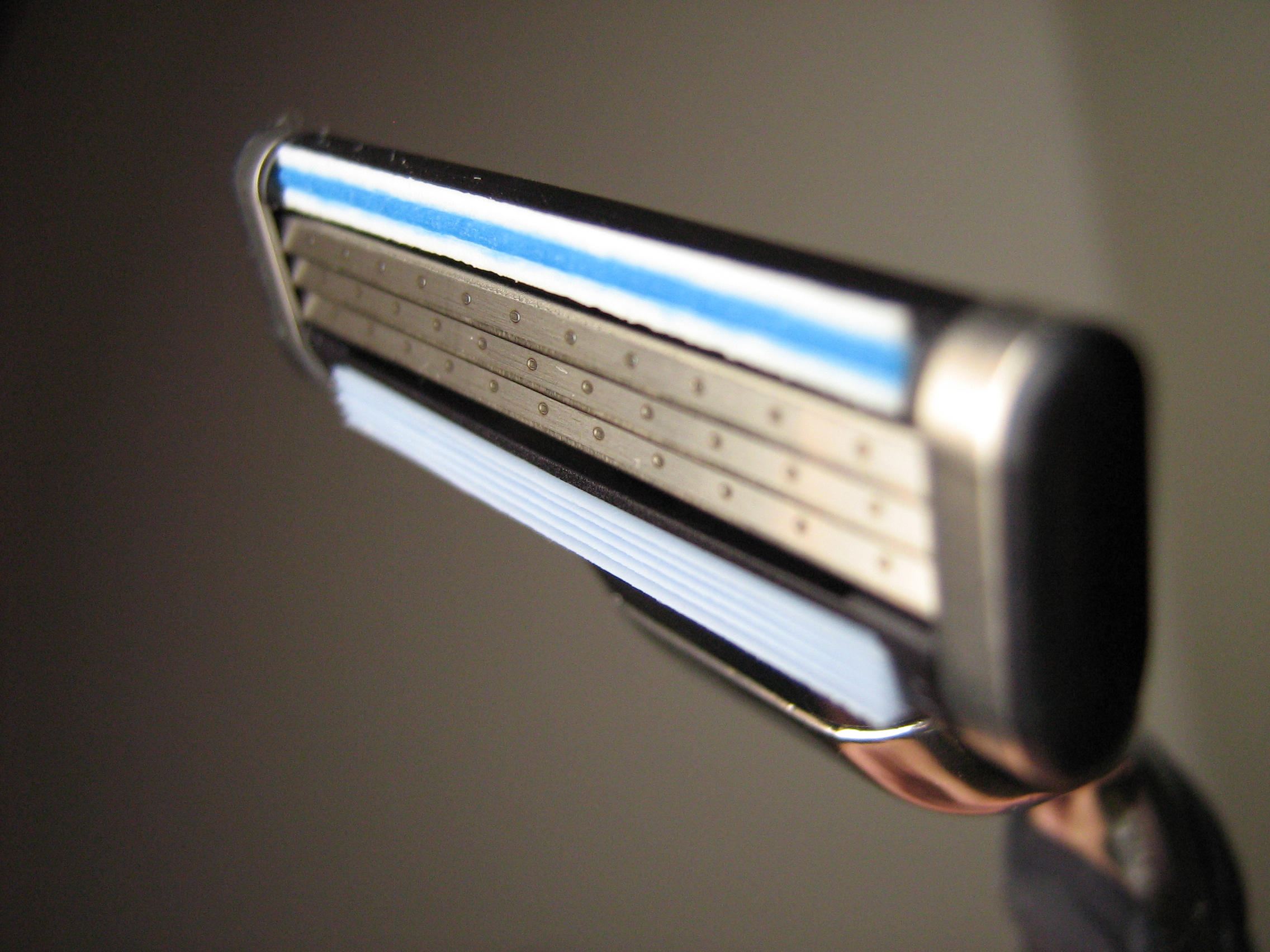
Un rasoir à trois lames.
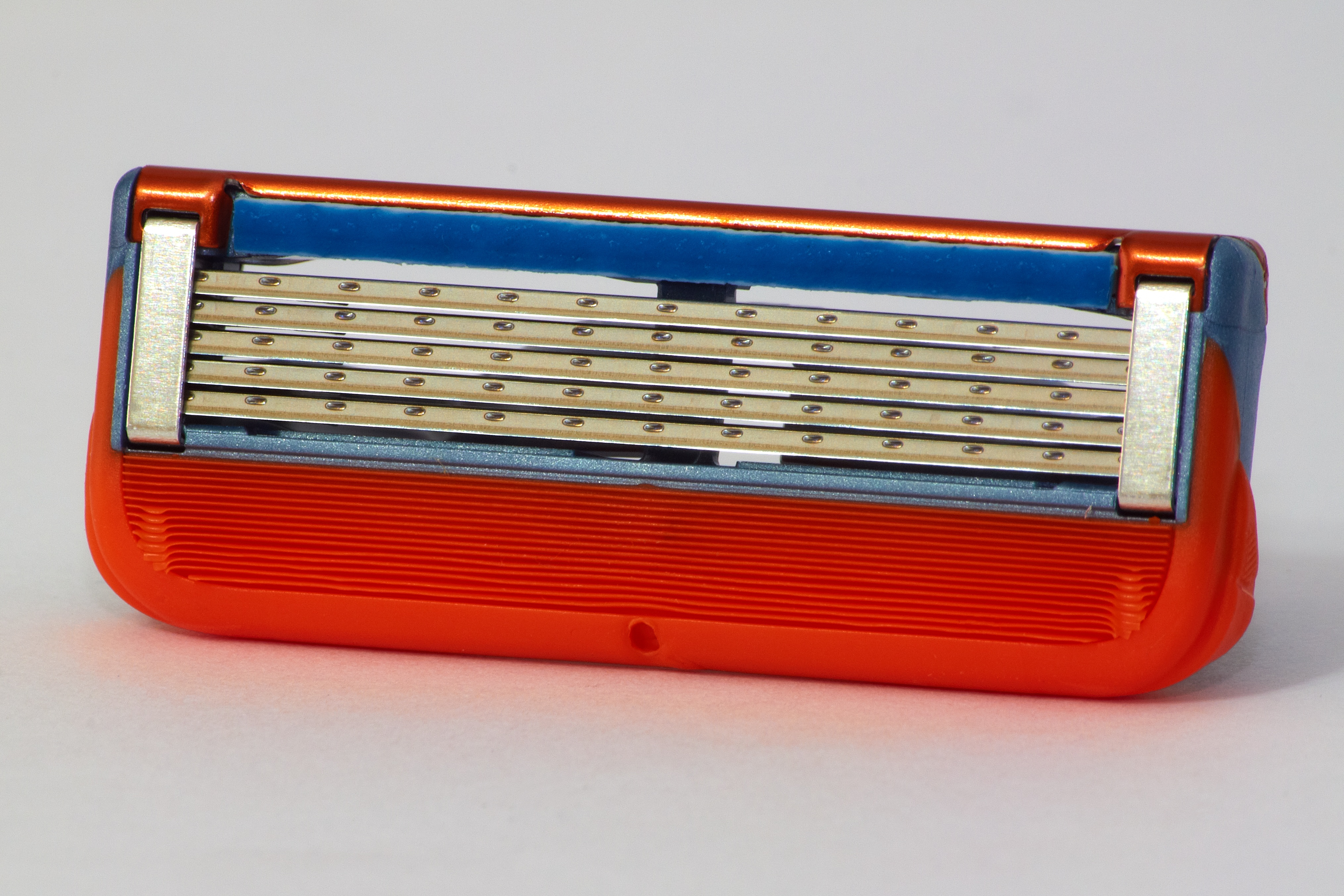
Tête de rasoir à cinq lames.
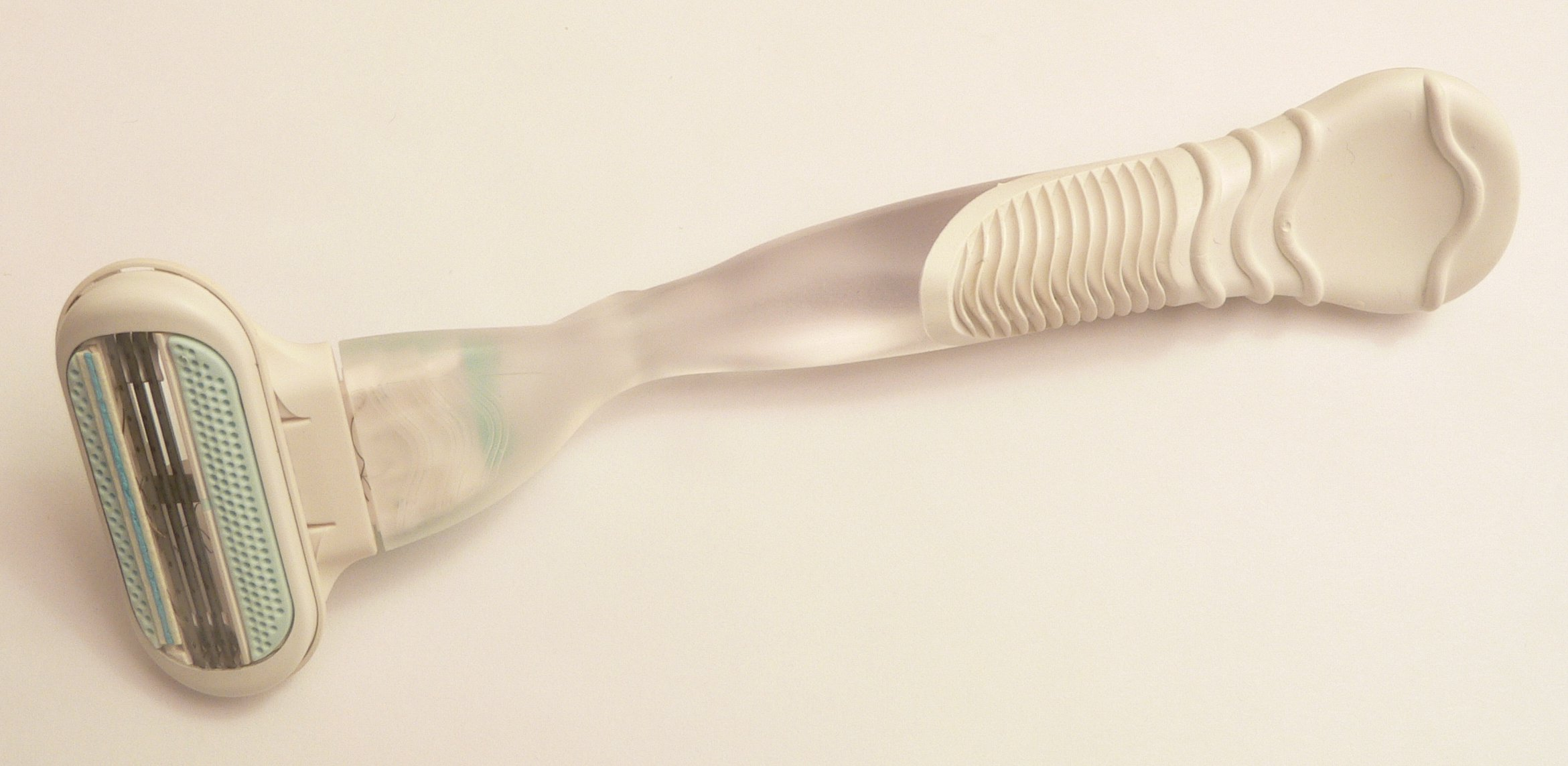
Rasoir à 3 lames spécialement marketé à destination des femmes.

### Le rasoir électrique
Un rasoir électrique est un outil servant à couper les poils et parfois les cheveux de manière automatisée grâce à son alimentation électrique.

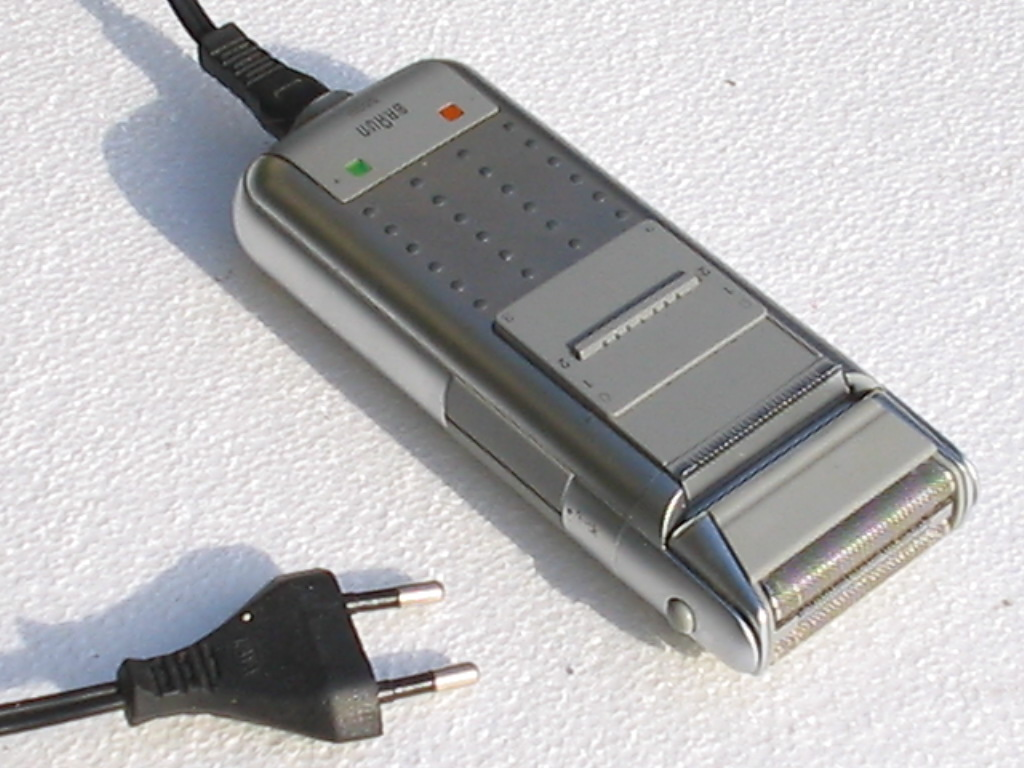
Un rasoir électrique Braun.
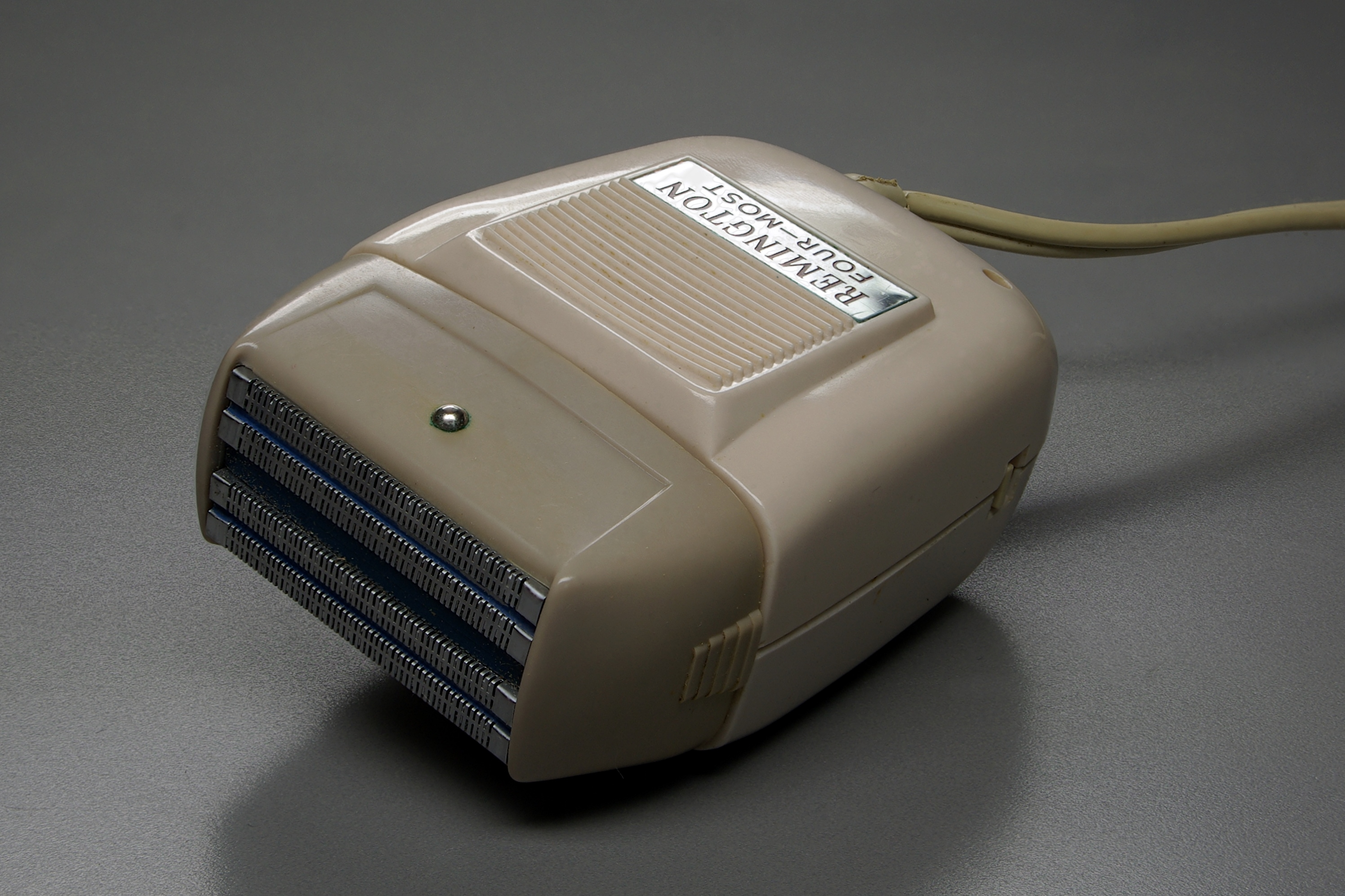
Un rasoir électrique Remington.
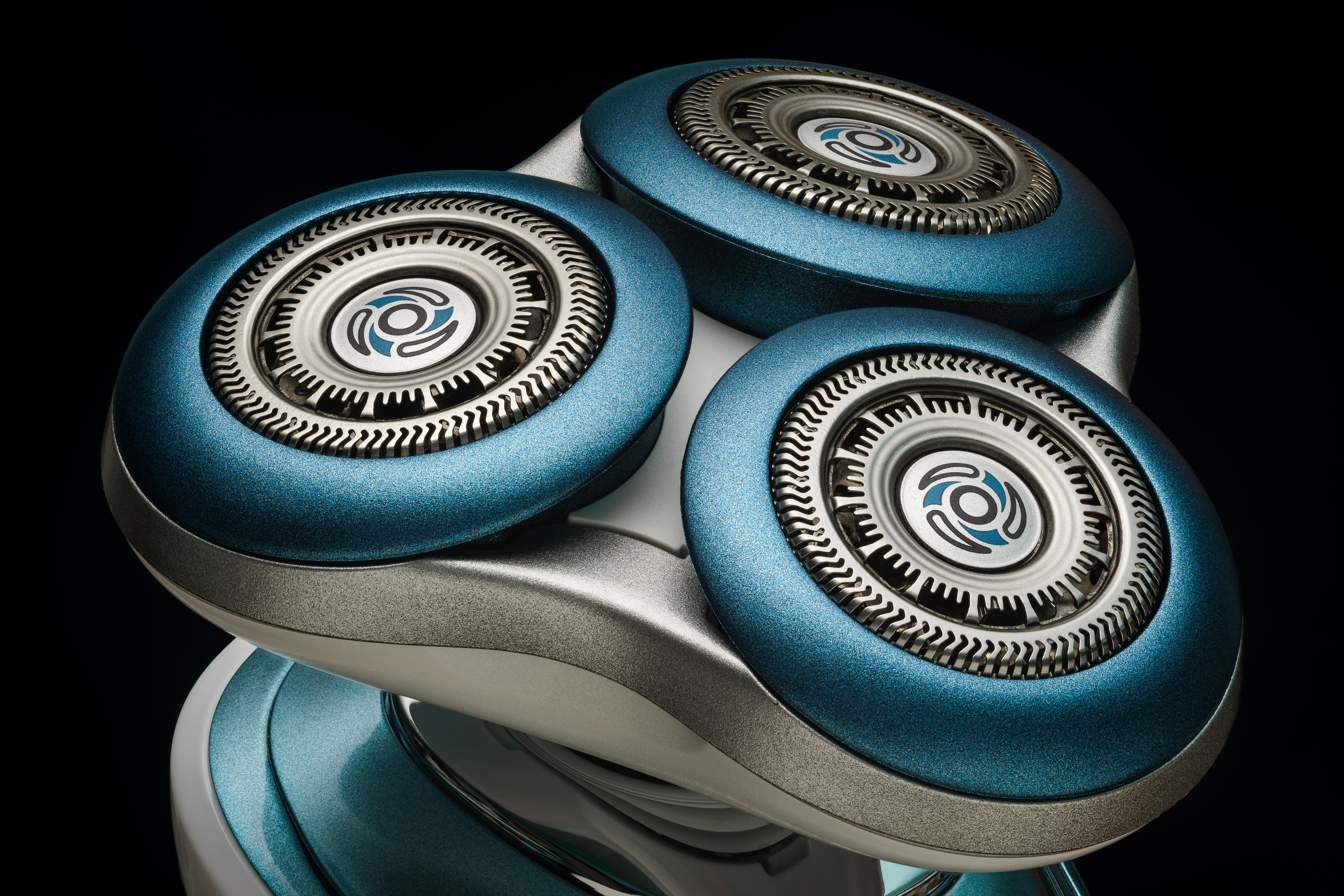
Rasoir électrique Philips Series 7000.

Si le premier brevet d'un rasoir électrique date de 1898, il faut attendre 1919 avec le Lek Tro Shav américain pour que ce type de rasoir connaisse un premier succès commercial ; encore s'agit-il d'un dérivé d'un rasoir de sûreté dont le moteur électrique actionne la lame dans un mouvement de va-et-vient longitudinal et comme pour le rasoir de sûreté, l'usage du savon est nécessaire. Une variante de ce rasoir existe également dans une version à pile, probablement le premier de ce type. D'autres marques comme Vibroshave (fin des années 1920) et Tark aux États-Unis, Kober en Allemagne ou Klaro en France (années 1930) commercialisaient des rasoirs similaires. 
Le premier rasoir sec (sans l'usage d'un savon) électrique est commercialisé en 1929 (premier brevet en novembre 1923) sur une invention de l'Américain Jacob Schick, il s'agit de dents actionnées par un petit moteur et qui se déplacent latéralement derrière une grille. Le premier rasoir doit être opéré avec les deux mains et se vend peu. Le rasoir tenu à une main est lancé par la Schick Dry Razor Co. en 1931 pour la somme de 25 dollars.
En 1934,  76 000 rasoirs électriques avaient déjà été vendus aux États-Unis, trois ans plus tard le million et demi d'appareils vendus était atteint. D'autres marques célèbres aux États-Unis se lancent sur ce marché dans les années 1930, comme Remington, Sunbeam (en), et Gillette. Ces rasoirs fonctionnent de façon similaire au premier Schick. Les innovations se succèdent et c'est ainsi qu'apparaissent en 1938 les premiers rasoirs électriques à tête rotative avec le modèle Rotoshaver de J.B. Williams suivi par Casco et Ronson aux États-Unis. 
En Europe, le Néerlandais Philips est l'un des premiers à croire au potentiel de cette innovation. Il envisage tout d'abord d'importer les modèles américains, mais le projet est très vite abandonné et Philips décide de créer un modèle original. Un certain Lopez Cardoso est envoyé aux États-Unis pour y acheter les produits de la future concurrence. Rapportés à Eindhoven (siège de la société Philips), ils sont soumis aux ingénieurs pour une batterie de tests et d'examens attentifs. Alexandre Horowitz, un inventeur, met au point son prototype : une tête en bronze rotative, munie de trois lames tournant à 10 000 tr/min à l'intérieur d'un boîtier cylindrique présentant 48 fentes sur la face supérieure. Ce modèle fonctionnant bien, Horowitz décide de le fabriquer en série.
Le 14 mars 1939, le premier rasoir électrique Philips à tête rotative est présenté au public à la foire du printemps d'Utrecht. Une campagne publicitaire demande alors aux visiteurs de venir non-rasés pour essayer le nouvel appareil.
En 1960, la firme américaine Remington lance le premier rasoir électrique sans fil à batteries rechargeables.
De nos jours, les poils sont coupés par un rotor, ou un couteau droit multilames oscillant derrière une grille. Philips, Panasonic, Braun, et Remington sont les produits les plus vendus dans le monde aujourd'hui,
Il existe aussi de nos jours des rasoirs spécialisés pour la barbe, appelés tondeuses à barbe. En effet, le port de la barbe revenant à la mode au début du XXIe siècle, les grandes marques de rasoirs ont lancé ces produits qui permettent d'entretenir une barbe très rase (dite barbe de trois jours), ou de tondre les cheveux, voire les poils des oreilles et du nez.

## Données commerciales en France
En France, les marques de rasoirs humides les plus vendues sont Gillette, Wilkinson et BiC. Les marques de rasoirs secs les plus vendues sont Braun et Philips.